# Castelul Teleki din Căpâlnaș

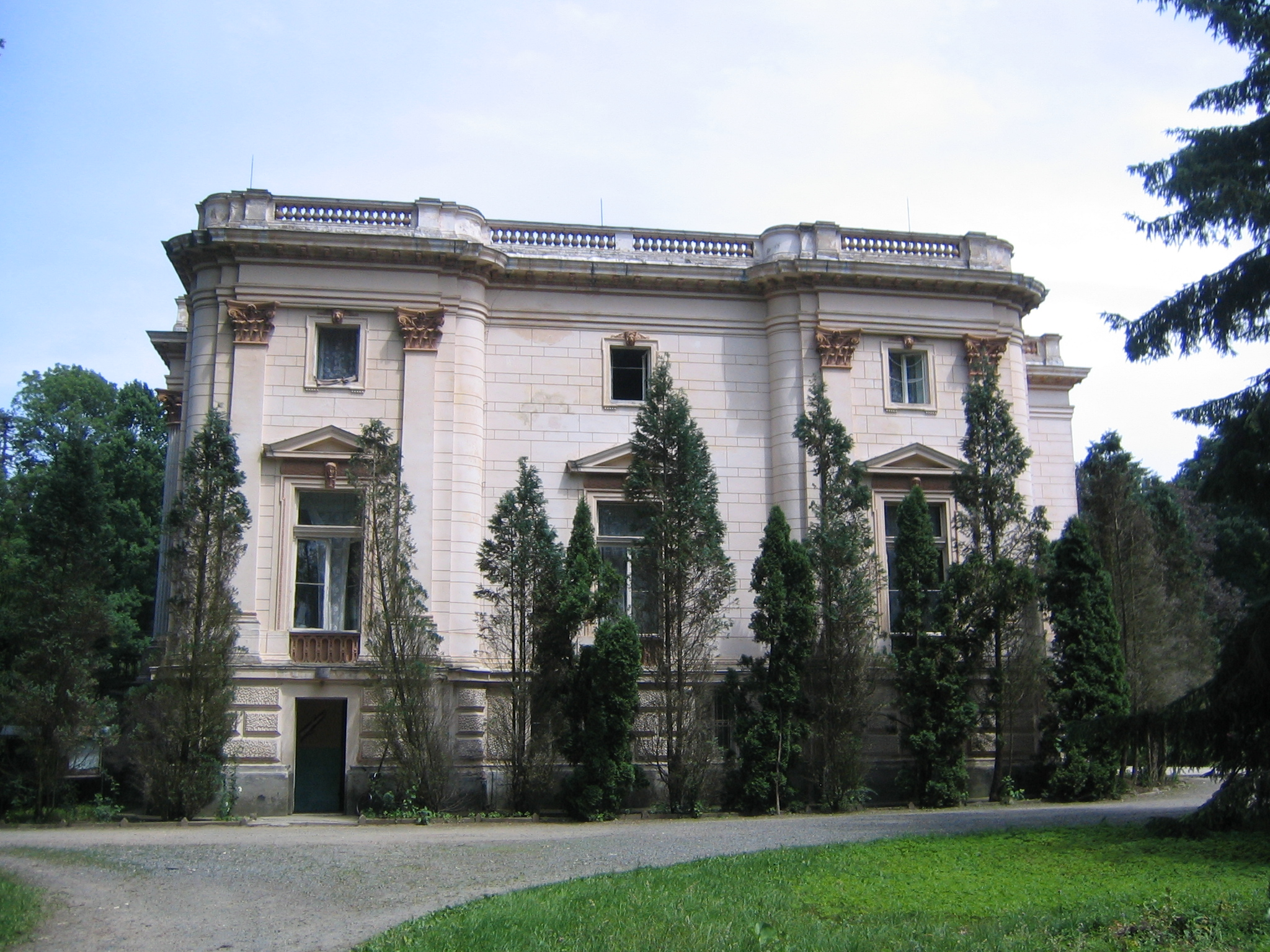
Castelul Teleki din Căpâlnaș, județul Arad

Castelul Mocioni-Teleki este un edificiu localizat în comuna Căpâlnaș, Arad. A aparținut familiei Mocioni, ultima membră a familiei căsătorindu-se cu un membru al familiei conților Teleki.
Ansamblul castelului este clasat pe lista monumentelor istorice din județul Arad cu cod LMI AR-II-a-A-00594.

## Istoric
Castelul a fost ridicat de către familia nobiliară de origine aromână Mocioni, proprietară a domeniului. Familia Mocioni, prin reprezentantul ei, Constantin Mocioni, un preot ortodox, pleacă din Macedonia stabilindu-se în Ungaria. Cei cinci fii ai sai fac comerț la Budapesta și strâng o avere consistentă. Doi dintre ei, Andrei și Mihai, sunt înnobilați de Împăratul Iosif al II-lea și sunt strămoșii celor două ramuri ale familiei: de Mocioni și de Foeni.
În istoria comunei Căpâlnaș contează ramura lui Mihai de Mocioni. El a locuit inițial în Tokay, în Ungaria, unde avea case și pământuri. Fii săi au fost înnobilați de către Francisc I. În a treia generație a acestei ramuri, Mihai (1811-1890) se căsătorește, în 1836, cu verișoara sa, Ecaterina de Foeni, unificând cele două familii. Tatăl Ecaterinei, Ioan Mocioni de Foeni, cumpără în 1853 de la conții Zichy domeniul de 6000 iugăre de la Căpâlnaș cu suma de 260.000 florini. Acolo s-au stabilit cei doi, domeniul ajungând în posesia familiei Mocioni.
Cei doi soți vor ridica un palat în stil francez. Atât timp cât a trăit, Ecaterina a fost o figură dominantă a Căpâlnașului, sprijinind-ul pe fratele sau, Andrei, în susținerea tuturor manifestațiilor culturale românești din vremea sa, amenajând într-una din camerele castelului o farmacie, medicamentele fiind oferite țăranilor de pe domeniu. 
Astăzi, în castel funcționează un sanatoriu.

## Castelul
Situat în centrul satului, castelul are parter și etaj. Planurile palatului au fost întocmite în 1867 de arhitectul vienez Otto Wagner, fiind restaurat în anul 1964. Fațada decorată cu patru coloane de piatră și capiteluri corintice având în cele trei spații câte o ușă considerabilă, iar deasupra lor câte o fereastră pătrată, este prevăzută deasupra în toată lungimea cu o coroniță artistic dantelată. Ușile comunică între salonul castelului și spațioasa terasă, la care accesul din exterior este asigurat de două trepte de marmură în formă de semicerc. Înconjurat de un parc spațios, castelul are în față statuia unui cerb.
În anii 30, domeniul de la Căpâlnaș va fi vizitat de călătorul englez Patrick Leigh Fermour, în cadrul faimoasei sale călătorii prin Europa. Acesta va include o amplă descriere a atmosferei de la palat și a familiei contelui Teleki în Between the Woods and the Water, cartea pe care o va scrie câteva decenii mai târziu. Patrick Leigh Fermour amintește aici, alături de numeroasele cărți rare din biblioteca palatului, și colecția de fluturi a contelui Teleki, de altfel un entomolog pasionat.